# Secusigiu (gmina)
Secusigiu – gmina w Rumunii, w okręgu Arad. Obejmuje miejscowości Munar, Satu Mare, Sânpetru German i Secusigiu. W 2011 roku liczyła 5509 mieszkańców.